# Fernando de Gurrea y Aragón
Fernando de Gurrea y Aragón (Pedrola, 20 aprile 1546 – Miranda de Ebro, 6 novembre 1592) è stato un nobile spagnolo del Regno d'Aragona.

## Biografia
Era il secondo figlio di Martín de Gurrea y Aragón e di Luisa de Borja. Fu il quinto duca di Villahermosa e conte di Ribagorza, titoli che ereditò alla morte del padre.
Alla sua morte gli succedette suo fratello Francisco de Aragón y Gurrea come sesto duca di Villahermosa, poiché nel 1591, dovette cedere la contea di Ribagorza alla corona d'Aragona, ricevendo in cambio il titolo di conte di Luna, e nel regno di Valencia le commende di Bexis, Castell de Castells e Terés y Teresa.
Combatté contro la corona nella guerra di Ribagorza e venne coinvolto nelle alteraciones de Aragón. Venne arrestato dai funzionari reali e imprigionato e processato a Burgos. Morì improvvisamente nel Castello di Miranda de Ebro.

## Discendenza
Nel 1582 sposò la nobildonna boema Johanna von Pernstein (ca. 1560–1631), figlia del Gran Cancelliere del Regno di Boemia Vratislav von Pernstein. Nacquero tre figlie, tra cui Maria Luisa de Aragon († 1663), VII duchessa di Villahermosa.

## Ascendenza
|                                                                 |                                    |                                                                               | Genitori                                            |  |  | Nonni |  |  | Bisnonni                                               |  |  | Trisnonni                                              |  |
|                                                                 |                                    |                                                                               |                                                     |  |  |       |  |  | Juan de Aragón y de Jonqueras, II duca di Villahermosa |  |  | Alfonso de Aragón y de Escobar, I duca di Villahermosa |  |
|                                                                 |                                    |                                                                               |                                                     |  |  |       |  |  | Juan de Aragón y de Jonqueras, II duca di Villahermosa |  |  | Alfonso de Aragón y de Escobar, I duca di Villahermosa |  |
|                                                                 |                                    | María Junquers                                                                |                                                     |  |  |       |  |  | Juan de Aragón y de Jonqueras, II duca di Villahermosa |  |  |                                                        |  |
| Alfonso VII Felipe de Gurrea y Aragón, III duca di Villahermosa |                                    |                                                                               |                                                     |  |  |       |  |  | Juan de Aragón y de Jonqueras, II duca di Villahermosa |  |  |                                                        |  |
|                                                                 |                                    | María López de Gurrea y Torrellas                                             | Juan López de Gurrea                                |  |  |       |  |  |                                                        |  |  |                                                        |  |
|                                                                 |                                    | María López de Gurrea y Torrellas                                             | Juan López de Gurrea                                |  |  |       |  |  |                                                        |  |  |                                                        |  |
|                                                                 |                                    | María López de Gurrea y Torrellas                                             | Aldonza de Torrellas, signora di Pedrola            |  |  |       |  |  |                                                        |  |  |                                                        |  |
| Martín de Gurrea y Aragón, IV e VI duca di Villahermosa         |                                    | María López de Gurrea y Torrellas                                             |                                                     |  |  |       |  |  |                                                        |  |  |                                                        |  |
|                                                                 |                                    | Diego Pérez Sarmiento de Villandrando y Zúñiga, II conte de Salinas e Ribadeo | Diego Gómez Sarmiento y Mendoza, I conte di Salinas |  |  |       |  |  |                                                        |  |  |                                                        |  |
|                                                                 |                                    | Diego Pérez Sarmiento de Villandrando y Zúñiga, II conte de Salinas e Ribadeo | Diego Gómez Sarmiento y Mendoza, I conte di Salinas |  |  |       |  |  |                                                        |  |  |                                                        |  |
|                                                                 |                                    | Diego Pérez Sarmiento de Villandrando y Zúñiga, II conte de Salinas e Ribadeo | Marina de Villandrando y Zúñiga                     |  |  |       |  |  |                                                        |  |  |                                                        |  |
| Ana Sarmiento y Ulloa                                           |                                    | Diego Pérez Sarmiento de Villandrando y Zúñiga, II conte de Salinas e Ribadeo |                                                     |  |  |       |  |  |                                                        |  |  |                                                        |  |
|                                                                 |                                    | María de Ulloa y Castilla                                                     | Rodrigo de Ulloa, II signore de la Mota             |  |  |       |  |  |                                                        |  |  |                                                        |  |
|                                                                 |                                    | María de Ulloa y Castilla                                                     | Rodrigo de Ulloa, II signore de la Mota             |  |  |       |  |  |                                                        |  |  |                                                        |  |
|                                                                 |                                    | María de Ulloa y Castilla                                                     | Aldonza de Castilla                                 |  |  |       |  |  |                                                        |  |  |                                                        |  |
| Fernando de Gurrea y Aragón, VII duca di Villahermosa           |                                    | María de Ulloa y Castilla                                                     |                                                     |  |  |       |  |  |                                                        |  |  |                                                        |  |
|                                                                 | Giovanni Borgia, II duca di Gandia | Papa Alessandro VI (Roderic Llançol de Borja)                                 |                                                     |  |  |       |  |  |                                                        |  |  |                                                        |  |
|                                                                 | Giovanni Borgia, II duca di Gandia | Papa Alessandro VI (Roderic Llançol de Borja)                                 |                                                     |  |  |       |  |  |                                                        |  |  |                                                        |  |
|                                                                 | Giovanni Borgia, II duca di Gandia | Giovanna "Vannozza" Cattanei                                                  |                                                     |  |  |       |  |  |                                                        |  |  |                                                        |  |
| Juan de Borja y Enriquez, III duca di Gandia                    | Giovanni Borgia, II duca di Gandia |                                                                               |                                                     |  |  |       |  |  |                                                        |  |  |                                                        |  |
|                                                                 |                                    | María Enríquez de Luna                                                        | Enrique Enríquez de Quiñones                        |  |  |       |  |  |                                                        |  |  |                                                        |  |
|                                                                 |                                    | María Enríquez de Luna                                                        | Enrique Enríquez de Quiñones                        |  |  |       |  |  |                                                        |  |  |                                                        |  |
|                                                                 |                                    | María Enríquez de Luna                                                        | Maria de Luna y Herrera                             |  |  |       |  |  |                                                        |  |  |                                                        |  |
| Luisa de Borja y Aragón                                         |                                    | María Enríquez de Luna                                                        |                                                     |  |  |       |  |  |                                                        |  |  |                                                        |  |
|                                                                 |                                    | Alonso de Aragón y Ruiz de Ivorra                                             | Ferdinando II, re della Corona d'Aragona            |  |  |       |  |  |                                                        |  |  |                                                        |  |
|                                                                 |                                    | Alonso de Aragón y Ruiz de Ivorra                                             | Ferdinando II, re della Corona d'Aragona            |  |  |       |  |  |                                                        |  |  |                                                        |  |
|                                                                 |                                    | Alonso de Aragón y Ruiz de Ivorra                                             | Aldonza Ruiz de Iborre y Alemany                    |  |  |       |  |  |                                                        |  |  |                                                        |  |
| Juana de Aragón y Gurrea                                        |                                    | Alonso de Aragón y Ruiz de Ivorra                                             |                                                     |  |  |       |  |  |                                                        |  |  |                                                        |  |
|                                                                 |                                    | Ana de Gurrea y de Gurrea                                                     | Juan López de Gurrea                                |  |  |       |  |  |                                                        |  |  |                                                        |  |
|                                                                 |                                    | Ana de Gurrea y de Gurrea                                                     | Juan López de Gurrea                                |  |  |       |  |  |                                                        |  |  |                                                        |  |
|                                                                 |                                    | Ana de Gurrea y de Gurrea                                                     | Catalina López de Gurrea                            |  |  |       |  |  |                                                        |  |  |                                                        |  |
|                                                                 |                                    | Ana de Gurrea y de Gurrea                                                     |                                                     |  |  |       |  |  |                                                        |  |  |                                                        |  |